# Lil Mama
Lil Mama, eg. Niatia Kirkland, född 4 oktober 1989 i New York, är en artist, dansare och producent i USA. Hon har även medverkat i Americas Best Dance Crew som visas på MTV. Slog igenom med singeln Lip Gloss 2007. Skiv debuterade 2008 med albumet VYP Voice of the young people där singlarna Shawty Get Loose och G-Slide (tour bus) även återfinns.